# 木之内頼仁
木之内 頼仁（きのうち よりひと、1951年12月31日 - ）は、東京都出身の俳優。M.M.Pに所属していた。

## 人物
別名：木ノ内 頼仁。
劇団「演劇団」、劇団「転位・21」創立メンバー。
身長176cm。体重64kg。
特技は太極拳。

## 出演作品

### テレビドラマ
- 木曜ゴールデンドラマ / 愛されたい妻たち（1988年、YTV）
- 夜逃げ屋本舗スペシャル（1999年、日本テレビ）
- 大河ドラマ / 北条時宗（2001年、NHK） - 後嵯峨上皇
- 土曜ワイド劇場（テレビ朝日）
  - 完全犯罪の女 第3作（2002年）
  - 再捜査刑事・片岡悠介
    - 第4作（2012年） - 山崎忠臣
    - 第5作（2013年） - 竹下浩二
- ナショナル劇場 / こちら本池上署 第1シリーズ 第5話（2002年、TBS） - 医師
- 水曜ドラマ / 共犯者 第9話（2003年、日本テレビ）
- 金曜時代劇 / 慶次郎縁側日記（2004年、NHK）
- 水曜ミステリー9 / 不倫調査員・片山由美 （テレビ東京）
  - 第9作（2007年） - 鏑木善幸
  - 第12作（2009年） - 田辺康晴
- 嵐がくれたもの 第1話（2009年、東海テレビ・フジテレビ）
- 相棒 Season8 最終回スペシャル（2010年、テレビ朝日） - 斎藤和利
- 時々迷々 第12話（2010年、NHK Eテレ）
- 花嫁のれん 第1シリーズ 第40話（2010年、東海テレビ・フジテレビ） - 吾郎
- 連続テレビ小説 / 梅ちゃん先生 第84話（2012年、NHK）
- 土曜ドラマスペシャル / 負けて、勝つ 〜戦後を創った男・吉田茂〜 第二回（2012年、NHK）
- モメる門には福きたる（2013年、東海テレビ・フジテレビ）

### 映画
- 九ノ一金融道（2000年、ビジョンスギモト） - 玉川金融の部下
- 新・男樹（2000年）
- 修羅の絆（2000年）
- 肉まん
- 13階段（2003年、東宝） - 森川刑務官
- 着信アリ（2003年、東宝）
- ミツコ感覚（2011年、ギークピクチュアズ） - 父
- 相棒シリーズ X DAY（2013年、東映） - 管理官

### オリジナルビデオ
- 修羅の蛮王（バンキング） （2001年）

### 舞台
- 転位・21公演
  - うお傳説
  - 漂流家族
  - 東京物語
- 劇団唐組公演「ビンローの封印」（2017年）
- 青年団プロデュース公演
  - 走りながら眠れ
  - 思い出せない夢のいくつか
- 劇団第七病棟公演「人さらい」
- OMSプロデュース公演「ここからは遠い国」
- MODE10周年記念公演「夢の女」
- 紀伊國屋書店提携公演「御用牙」

### CM
- 日揮ホールディングス
- ニツセキハウス工業
- 第一生命保険 「パスポート21 新鮮組シリーズ」 - 近藤勇
- Tゾーン
- NTTドコモ
  - 中国地方
  - 東海地方
- 東京証券取引所
- 早稲田塾
- 全労済
- DENPO 2009 春（2009年）
- インテル